# Гомсельга (озеро)
Го́мсельга — пресноводное озеро на территории на территории Кончезерского сельского поселения Кондопожского района Республики Карелия.

## Общие сведения
Площадь озера — 3,5 км², располагается на высоте 53,0 метров над уровнем моря. Неправильной формы. Берега в основном возвышенные, каменисто-песчаные, покрыты смешанным лесом. Объём воды — 0,018 км³. Площадь водосборного бассейна — 61,3 км².
С восточной стороны озера вытекает ручей, соеденяющий (через озеро Ангозеро) с озером Кончозеро, откуда воды через Укшозеро попадают в реку Шую.
С юго-запада озеро Гомсельга протокой соединено с озером Гомсельгским (западный плёс), в которое впадает ручей Спорни, несущий воды Гальозера.
Дно покрыто илистыми отложениями. Высшая водная растительность представлена в основном тростником, осокой и камышом.
В озере обитают плотва, щука, окунь, лещ, налим, ёрш.
Код объекта в государственном водном реестре — 01040100111102000017471.